# Rob Phillis
Robert Phillis (Wagga Wagga, 27 februari 1956) is een Australisch voormalig motorcoureur.

## Carrière
Phillis begon zijn motorsportcarrière in de dirtbikes en het motorcross, voordat hij in 1974 de overstap maakte naar het wegrace. In 1987 werd hij kampioen in zowel het Australisch kampioenschap superbike als in het FIM Endurance World Championship. In 1988 debuteerde Phillis in het wereldkampioenschap superbike als wildcardcoureur in vier raceweekenden op een Kawasaki. Hij behaalde een podiumplaats op zowel Oran Park als Manfeild. In 1989 werd hij opnieuw Australisch kampioen op een Kawasaki. Ook reed hij in drie weekenden van het WK superbike; hij behaalde een podiumplaats op Sugo en twee op Oran Park.
Als prijs voor het winnen van het Australisch kampioenschap superbike in 1989 mocht Phillis in 1990 een volledig seizoen in het WK superbike rijden voor Kawasaki. Hij behaalde een podiumplaats in Spielberg en twee in Shah Alam, voordat hij op Phillip Island zijn eerste zege behaalde. In de seizoensfinale in Manfeild voegde hij hier een tweede overwinning aan toe. Met 252 punten werd hij achter Raymond Roche, Fabrizio Pirovano en Stéphane Mertens vierde in het klassement. In 1991 behaalde hij geen zeges, maar stond hij wel acht keer op het podium. Met 267 punten werd hij achter Doug Polen en Roche derde in de eindstand. In 1992 won hij races in Spa en Jarama en behaalde hij zeven andere podiumplaatsen. Met 288 punten werd hij wederom derde in het klassement achter Polen en Roche.
In 1993 reed Phillis in het WK superbike enkel in het weekend in Johor, waarin hij in de eerste race uitviel en in de tweede race zevende werd. In 1994 reed hij in drie weekenden, met een negende plaats in Hockenheim als beste resultaat. In 1996 reed hij in zes raceweekenden, waarin een dertiende plaats in Sentul zijn hoogste klassering was. In 1997 reed hij een race in de nieuwe wereldserie Supersport op Oschersleben op een Bimota en werd hierin achttiende. In 1998 beëindigde Phillis zijn motorsportcarrière op 42-jarige leeftijd.